# Make the Collector Nerd Sweat
Make the Collector Nerd Sweat to kompilacja utworów punkrockowych, wydana przez wytwórnię Very Small Records w grudniu 1989 roku. To trzecie wydawnictwo w historii tej wytwórni.
Reedycja płyty nastąpiła w połowie lat 90., gdy wytwórnia funkcjonowała pod nazwą Too Many Records. Oba wydawnictwa mają format dziesięciocalowej płyty winylowej.

## Lista utworów
1. The Mr. T Experience – "Psycho Girl"
2. Crimpshrine – "Free Will"
3. Crummy Musicians – "Dreams of Her"
4. The Lookouts – "Big Green Monsters"
5. Coffee & Donuts – "Optimator"
6. The Wrong – "Inspiration"
7. Samiam – "Speed"
8. Jawbreaker – "Gutless"
9. The Offspring – "Tehran"
10. Plaid Retina – "Fortunate Son"